# Walter Schnaubelt
Walter David Schnaubelt, né vers 1967 à Rabaul, est un karateka et homme politique papou-néo-guinéen.

## Biographie
Né en Nouvelle-Bretagne dans ce qui est alors le Territoire de Papouasie et Nouvelle-Guinée, il est d'ascendance autochtone de Nouvelle-Irlande, mais aussi australienne et chinoise. Il est le neveu de Sir Julius Chan, qui sera Premier ministre de Papouasie-Nouvelle-Guinée dans les années 1980 et 1990. Éduqué dans des écoles catholiques en Nouvelle-Bretagne puis à Brisbane en Australie, il suit une formation intensive en karaté kyokushin et y obtient la ceinture noire troisième dan. Sept fois champion australasien, il est médaillé d'or en catégorie ouverte aux Jeux du Pacifique de 1999 à Guam, et fonde son école de karaté à Port-Moresby au début des années 1990. À partir de 1997 il est par ailleurs directeur d'une entreprise de services de sécurité,,,.
Membre du Parti de l'alliance nationale, dont il devient à terme le président, il se présente sans succès aux élections législatives de 2002, de 2007 et de 2012, avant de remporter largement la circonscription de Namatanai (en Nouvelle-Irlande) aux élections de 2017, face à son cousin le député sortant Byron Chan (en). Il est fait whip de l'opposition parlementaire menée par Patrick Pruaitch, mais rejoint en août 2019 la majorité parlementaire du Premier ministre James Marape. En octobre 2020 il est nommé ministre de la Culture, du Tourisme et du Musée national, alors que les industries de ces domaines sont durement affectées par la pandémie de Covid-19 en Papouasie-Nouvelle-Guinée. En décembre, il est transféré au poste de ministre de la Foresterie,,. En janvier 2022, à celui de ministre de l'Aviation civile.
Après les élections de 2022, remportées par James Marape et ses alliés, Walter Schnaubelt est fait ministre des Transports et de l'Aviation civile. Il devient également le chef du Parti de l'alliance nationale, succédant à Allan Bird. En mars 2023, s'adressant à la Commission de réforme constitutionnelle, il propose l'adoption d'un système fédéral où les provinces de Papouasie-Nouvelle-Guinée deviendraient des États avec une autonomie accrue, une forme de décentralisation. Il propose aussi un parlement fédéral bicaméral comprenant un sénat qui serait composé des gouverneurs des États. Il propose enfin que le Premier ministre de Papouasie-Nouvelle-Guinée ne soit plus élu par le Parlement mais par les citoyens au suffrage universel direct avec un mandat de cinq ans, et que la responsabilité de chaque autre ministère soit confiée à un technocrate et non plus à un député.